# Herbert Stein
Herbert Stein, né le 27 août 1916 à Détroit (Michigan) et mort le 8 septembre 1999, est un économiste américain. 
Il a été le président du Council of Economic Advisers sous Richard Nixon et Gerald Ford. De 1974 à 1984, il a été professeur d'économie à l'Université de Virginie.

## Biographie
Stein est né le 27 août 1916 à Détroit (Michigan), et sa famille a déménagé a New York pendant la Grande Dépression. Il s'est inscrit au Williams College juste après ses 16 ans. Après avoir obtenu son diplôme avec les félicitations de Phi Beta Kappa, il s'est rendu à Washington pour travailler dans diverses agences. Il obtient son doctorat en philosophie à l'Université de Chicago en 1958.
Stein, décédé le 8 septembre 1999 à Washington, était marié à Mildred Stein, morte en 1997 après 61 ans de mariage. Il est le père de Ben Stein et de l'écrivain Rachel Stein.